# Tobias Smollett
Tobias George Smollett (Cardross, 16 marzo 1721 – Livorno, 17 novembre 1771) è stato uno scrittore, storico, traduttore e medico chirurgo scozzese.
La sua teoria del romanzo sembra più definire una forma ideale che riassumere la sua stessa narrativa, in cui spesso ai lettori non pare evidente il progetto complessivo. La prefazione al Roderick Random ribadisce come si sia ormai creata una distinzione tra il romance (romanzo), che ha origine secondo Smollett nell'ignoranza e nella superstizione, e il nuovo stile dell'epoca, il genere del "realismo picaresco". Egli è anche considerato tra i creatori del romanzo marinaresco.

## Biografia

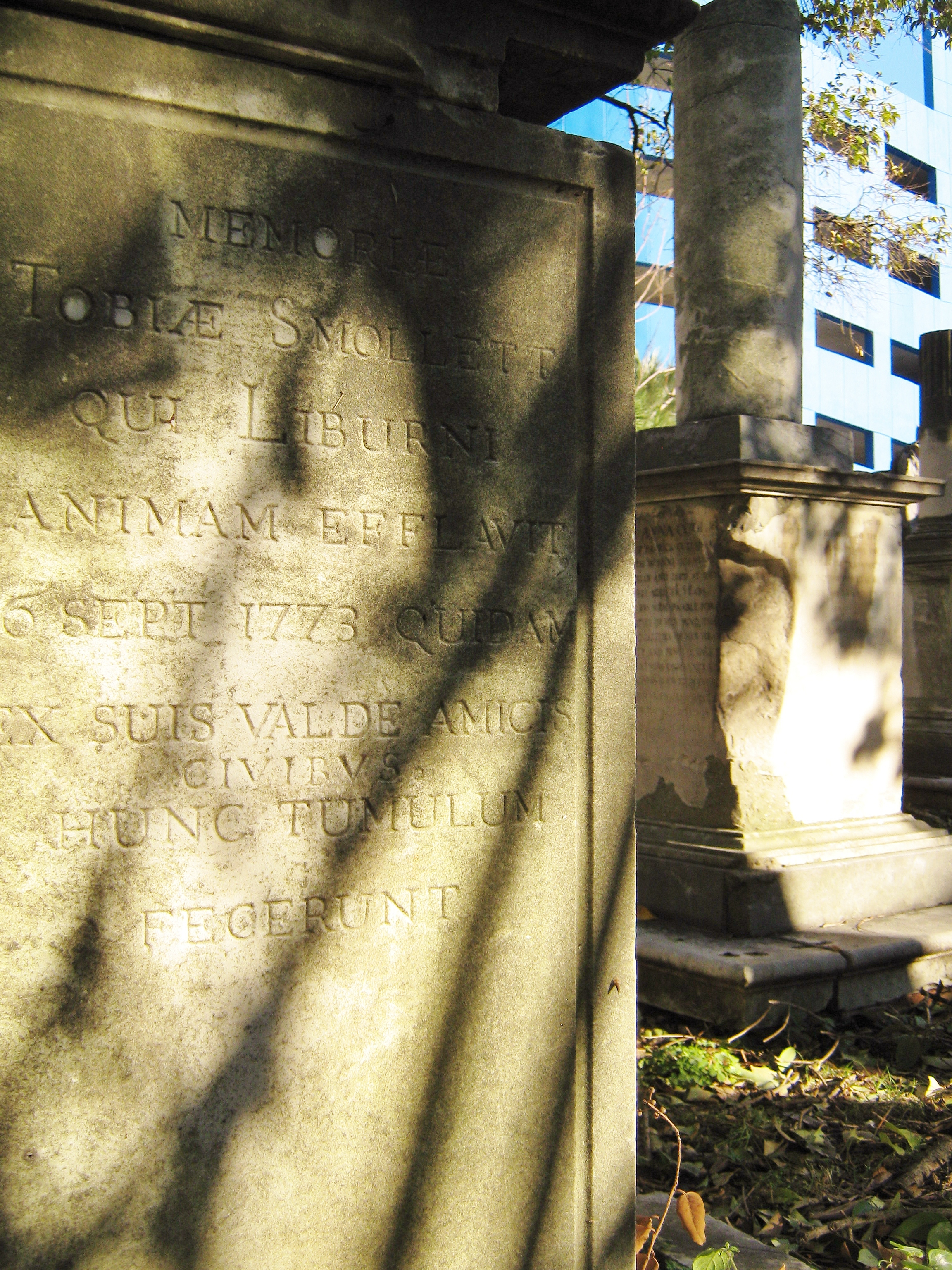
Particolare della tomba di Tobias Smollett, a Livorno

Iniziò la sua carriera come chirurgo a Glasgow; nel 1740 esercitò la professione di medico di bordo su una nave da guerra della Royal Navy, la HMS Chichester, con la quale salpò alla volta della Giamaica facendo tappa a Port Royal per poi proseguire per la spedizione e blocco navale contro Cartagena (nell'odierna Colombia), missione guidata dal viceammiraglio (del blu) Edward Vernon.
Probabilmente durante il suo viaggio nelle Indie Occidentali incontrò Ann Lascelles, una creola, figlia di un ricco proprietario terriero giamaicano e sua futura moglie. Nel 1744-45 Smollett era a Londra e si dedicò essenzialmente alla letteratura.
Viaggiò molto, anche a causa dei suoi problemi di salute, che lo spinsero a soggiornare spesso in Italia. Morì ad Antignano (oggi un quartiere di Livorno, ma che all'epoca costituiva una frazione urbanisticamente distaccata dalla città), presso la Villa del Giardino; la sua salma riposa ancor oggi nel più antico cimitero degli inglesi cittadino, dove si trova anche la tomba della moglie.
Curiosamente nel libro L'isola del tesoro di Robert Louis Stevenson, viene citato il personaggio del capitano Alexander Smollett, probabile tributo dello scrittore, anch'egli scozzese, all'autore de Le avventure di Roderick Random.

## La produzione letteraria
The Adventure of Roderick Random (1748) ha per protagonista uno scozzese di buona famiglia che, giunto in Inghilterra, si trova esposto (un po' come il Joseph Andrews di Fielding) al selfishness (egoismo) e alla envy of mankind (invidia del genere umano). Roderick deve lottare per riconquistare ricchezza e rispettabilità e per questo è spesso aggressivo. Nonostante si tratti di un erede ingiustamente privato delle sue fortune e di un uomo costretto a vagabondare in terra straniere, Roderick non diventa un outsider romantico, come sarebbe invece accaduto allo stesso personaggio nell'epoca successiva. Roderick viene arruolato in marina e l'autore non risparmia i dettagli più sgradevoli del combattimento, di cui ha conoscenza grazie all'esperienza di medico di bordo. L'inclusione di scene di guerra moderna è un'evidente alternativa alle battaglie fantastiche dei "romances". Con Roderick Random, Smollett adatta la tradizione picaresca al moderno gusto inglese del realismo.
Anche il personaggio principale di The Adventures of Peregrine Pickle (1751) è un eroe errante, ma questi si dimostra violento, libertino, crudele, tutti atteggiamenti che finiscono per allontanarlo dagli altri. Quando esce di prigione, il suo finale pentimento e la provvidenziale eredità lo portano a sposarsi felicemente e a ritirarsi in campagna, lontano dalle tentazioni della metropoli (quelle tentazioni illustrate nelle incisioni di William Hogarth).
Improntate a uno spirito aridamente ironico e corrosivo sono The Adventures of Ferdinand Count Fathom (1753). Dopo le Adventures of Sir Launcelot Greaves (1762), mediocre imitazione del Cervantes, apparve in forma epistolare il suo ultimo romanzo, The Expedition of Humphry Clinker (1771), che rivela maggior equilibrio e maturità artistica. I suoi romanzi contribuirono validamente alla formazione della narrativa inglese. Fra gli altri lavori, una traduzione del Gil Blas di Alain-René Lesage (1749), delle opere di Voltaire (in collaborazione con Thomas Francklin); Travels through France and Italy, libro d'impressioni di viaggio; The History and Adventures of an Atom (1769), efficace satira sulla politica inglese.
Notevole anche la prosecuzione della History of England di David Hume, pubblicata da Smollett nel 1760 in quattro volumi, che vanno dalla Gloriosa rivoluzione del 1688 alla morte di Giorgio II.

## Opere
Poesia
- 1746: Advice
- 1747: Reproof: A satire (seguito della precedente)

Traduzioni
- 1748: The Adventures of Gil Blas of Santillane (Storia di Gil Blas di Santillana di Alain-René Lesage)
- 1755: The History and Adventures of the Renowned Don Quixote (Don Chisciotte della Mancia di Miguel de Cervantes)
- 1761-1765: The Works of Voltaire, traduzione delle opere di Voltaire in 35 volumi (curata assieme a Thomas Francklin)

Romanzi
- 1748: The Adventures of Roderick Random (pubblicato anonimo)
- 1751: The Adventures of Peregrine Pickle (pubblicato anonimo)
- 1753: The Adventures of Ferdinand Count Fathom
- 1762: The Life and Adventures of Sir Launcelot Greaves (prima edizione in volume, dapprima uscito a puntate su The British Magazine, gennaio 1760 - dicembre 1761)
- 1769: The History and Adventures of an Atom
- 1771: The Expedition of Humphry Clinker

Teatro
- 1749: The Regicide; or, James the First, of Scotland: A tragedy
- 1757: The Reprisal; or, The Tars of Old England: A comedy (pubblicata anonima)

Saggistica
- 1756: A Compendium of Authentic and Entertaining Voyages (pubblicato anonimo)
- 1760-65: continuazione della Complete History of England di David Hume
- 1766: Travels through France and Italy
- 1768-1769: The Present State of all Nations